# Eptatretus menezesi
Eptatretus menezesi is een soort uit de familie der slijmprikken (Myxinidae).